# Пештера (місто)
Пещера — місто в Південній Болгарії, Пазарджицької області,  адміністративний центр общини Пещера. 

## Географія
Місто Пещера розташоване в передгір'ях (461 м над рівнем моря), на кордоні з Верхньо-фракійською рівниною, поблизу міст Батак і Брацигово, в 18 км від Пазарджика, в 38 км від Пловдива і 123 км від Софії. У північно-східному напрямку на відстані 0,5 км від міста відокремлена дорога до обласного центру, через яку здійснюється пряме транспортне сполучення з селами общини  Радилово і   Капітан Димитрієво.  

Клімат у місті є помірним, без різких коливань температури. Середня висота Пещери - 461 м. Середньорічна температура становить 12,6 °С. Опадів відносно багато: 670 - 680 л/м² на рік. 

## Історія
Рання історія
Місто Пещера - селище зі старою і цікавою історією.  Найбільш ранні людські сліди відносяться до епохи неоліту.  Виявлені знахідки дають дослідникам підстави зробити висновок, що в період бронзової доби печера Сніжанка і Ювілейна печери були населені.  Протягом тисячоліть цей край насіляється фракійським племенем бессів, які переживали вплив римлян і візантійців. 
Виникнення поселення в печерній долині відбулося в другій половині 4 ст.  до н.е.  Найбільш тривалим є взаємодія фракійців, болгар і слов'ян.  Свідченням цього є залишки в безпосередній близькості від міста стародавньої культури - горщики з обвугленим зерном, будівельні матеріали, зброя, інструменти, монети, ювелірні вироби, предмети культу, саркофаги, мости, залишки брукованих доріг і фортець Києво кале, Перун, Тімра, Св. Микола, Св. Петка та інші. 
Є кілька припущень щодо появи назви, але вірогідніше воно утворилось через наявність   печер поблизу. Найдавніший письмовий документ про існування населеного пункту під назвою "Пещера" датується 1479 роком. У той час Пещера знаходиться в тімарі деякого Мустафи, поряд з 41 іншим селищем. 
Відродження

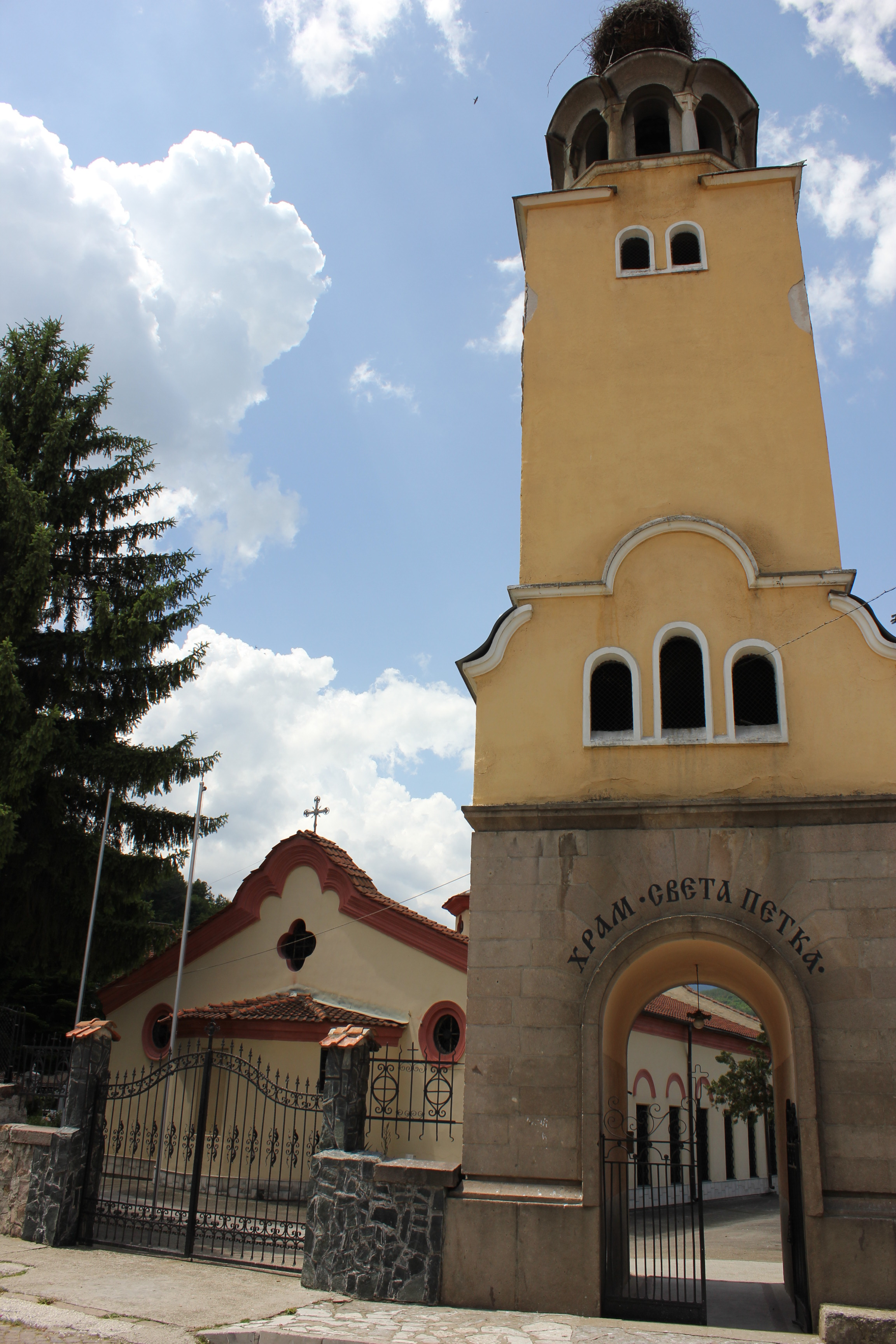
Церква "Св. Петка "

Наприкінці XVIII століття болгари з костурського села Омотсько і корсанського Ореше, вигнанні албанським насильством, у Пещері  утворили верхню околицю Габер.
В епоху Відродження було завершено  будівництво церков, мостів, фонтанів, будинків, шкіл майстрів,  архітектурно-будівельного училища, монументальних церков "Св.  Димитр","Св. Петка" і "Св. Богородиця".  
Перша світська болгарська школа в Пещері була заснована в 1848 році, а в 1873 році - громадський центр "Надія".  Видатним вчителем епохи Відродження є Спас Зафіров - вчитель Івана Вазова, Христо Ботева та Василя Левського, батька болгарського генерала Атіли Зафірова. 
У гайдуйському загіні Тодора Банчева з Пещери  були: Тодор Фіданов, Сотир Келеш і Дінко. У національно-визвольній боротьбі Пещера дає Болгарії Димитра і Атанаса Горових і Георгія Зафірова. У ополченні брали участь: Нешо Чипєв, Нікола М. Донський і Георгій Стоїлов. Місто було звільнено під час Російсько-турецької визвольної війни 6 січня 1878 року  17-ї ротою лейтенанта Паніна.  
У 1876 р. Пещера має понад 800 будинків, з яких близько 500 болгарських, близько 60 арумунських і близько 250 турецьких і циганських. У 1880 році, під час першого офіційного перепису міста після Визволення, воно має 758 будинків і 3871 жителів, з яких 2618 були болгарами, 856 турками, 341 греками (більшість арумуни), 53 циганами і 1 каракачанин. П'ять років по тому, населення міста - 4704, а будинків - 876. 

## Населення
Населення  включає багато етнічних спільнот. Переважає болгарське населення, але є також велика кількість турок, ромів, греків і волохів (арумунів), які мають власну культурну організацію. Кількість ромів у муніципалітеті близько 4000. У Пещерах вони розділені на 2 ромські квартали, один з яких повністю ромський, а інший - змішаний.  Етноси в Пещері завжди жили в порозумінні і терпимості. 

## Демографія
| Рік  | Населення |
| ---- | --------- |
| 1985 | 18 765    |
| 1992 | 19 280    |
| 2000 | 20 184    |
| 2005 | 19 090    |
| 2010 | 20 753    |

| Болгарія | Це незавершена стаття з географії Болгарії. Ви можете допомогти проєкту, виправивши або дописавши її. |